# Viereckschanzen bei Nordheim (Württemberg)
Die beiden Viereckschanzen bei Nordheim im Landkreis Heilbronn sind geschlossene Grabenanlagen der Kelten aus der späten Latènezeit, dem 2. und 1. Jahrhundert v. Chr. Sie liegen westlich des Neckars im Altsiedelland mit seinem fruchtbaren Lössboden. Durch die Landwirtschaft sind sie inzwischen völlig eingeebnet und am Boden nicht mehr sichtbar; nur aus der Luft zeigen sich die Gräben als dunkle Spuren im landwirtschaftlich genutzten Feld.
Die beiden Viereckschanzen bei Nordheim, zwei der elf bekannten Schanzen am mittleren Neckar, wurden komplett ausgegraben. Die Grabungen im Gewann Kupferschmied wurden 1995/96 durchgeführt und die im Gewann Bruchhöhe 1999/2000, beide durch Andrea Neth. Der ungewöhnlich reichhaltige und vielfältige Fundbestand gibt einen deutlichen Einblick in ihre Funktion.

## Viereckschanze Kupferschmied

### Anlage
Die Viereckschanze im Gewann Kupferschmied in der Nordheimer Flur liegt an einem stark geneigten Südhang oberhalb eines kleinen Baches, der in den Neckar mündet. Der im Luftbild erkennbare Graben bildet ein leicht verzogenes Viereck mit Seitenlängen zwischen 101 und 113 Metern. Hinter einem zwischen 3,5 und 6,5 Meter breiten und zwischen 1,2 und 2,4 Meter tiefen Graben und dem mit dem Grabenaushub auf der Innenseite errichteten Erdwall befanden sich neben drei Holzgebäuden zwei etwa einen Meter in den Boden eingetiefte Grubenhäuser und fünf runde Gruben. Ein weiteres Holzgebäude stand auf der Südseite außerhalb der Anlage. Der wahrscheinlich im Süden gelegene Zugang mit Torbau und Holzbrücke wurde durch eine sich später in den Boden einfressende Wasserrinne zerstört.
Für das Hauptgebäude mit einer Grundfläche von 240 m² (16,5 × 14,5 m) kann man aus der für ein wasserdichtes Strohdach notwendigen Dachneigung eine Höhe von etwa 15 Metern errechnen. Es stand am oberen, nördlichen Rand der Anlage, vermutlich auf einem terrassierten Platz. Mit seinen im Rechteck aufgestellten mächtigen Pfosten im Inneren und einer äußeren Reihe dichter gestellter kleinerer Pfosten gehört das Hauptgebäude zum Typ der sogenannten Umgangsbauten und erinnert in seinem Grundriss an einen Tempel. Während die fünf runden Gruben als Vorratskeller und die beiden Grubenhäuser (4,5 × 3 m) wohl als Werkstätten dienten, waren die kleineren Holzgebäude (12 × 12 m, 10 × 4 m, 7 × 6 m) wahrscheinlich Wirtschaftsgebäude. Das tragende Gerüst der Fachwerkhäuser bestand aus kräftigen senkrecht stehenden Holzpfosten, zwischen denen ein lehmbestrichenes, kalkverputztes Rutenflechtwerk eingespannt war. Alle Gebäude und die Gruben lagen nahe am Wall um einen freien Platz im Zentrum der Anlage, die irgendwann durch ein großes Feuer zerstört und planiert wurde; mit verbranntem Wandlehm aufgefüllte Pfostengruben und eine Schicht aus Holzkohle über dem Fundgut im Graben machen dies deutlich.

### Fundgut
Ungewöhnlich reichhaltige und vielfältige Funde wurden geborgen, die hauptsächlich aus den Gräben stammen. Große Mengen Tonscherben kamen ans Tageslicht: Bruchstücke von groben handgearbeiteten Näpfen und Schüsseln, aber auch Scherben von dünnwandigen, auf der Drehscheibe gefertigten Gefäßen, einige mit farbiger Bemalung. Die große Zahl zerschlagener Briquetagen – zur Salzgewinnung und zum Transport von Salz verwendete Tiegel aus Ton – bezeugt einen erheblichen Verbrauch von Salz, das zur Konservierung von Fleisch benötigt wurde und aus der Saline in Schwäbisch Hall kam. Etwa 10.000 Tierknochen fand man im Boden, Knochen vom Schwein, Rind, Schaf und von der Ziege, unter ihnen auffallend viele unzerschlagene Langknochen und Schulterblätter von jungen Rindern. Da die Tiere jung geschlachtet wurden, diente die Tierhaltung sicher der Fleischproduktion.
Zahlreiche Fundstücke aus Metall (Gussformen, Metallschlacken, eine Herdschaufel, ein Löffelbohrer, Eisenklammern, Nägel) belegen handwerkliches Arbeiten, Tätigkeiten in der Landwirtschaft (sichelförmige Laubmesser, Sensenringe, das Bruchstück einer Pflugschar, Drehmühle aus Sandstein) und Tätigkeiten im Haus und in der Küche (Teile eines Grillrostes, eine dreizinkige Gabel, zwei eiserne Hakenschlüssel, ein Beschlag mit Schlüsselloch, Spinnwirtel, eine feine Nähnadel aus Bronze). Wetzsteine und Eisenäxte wurden gefunden, Messerklingen, ein Rasiermesser, ein Nagelschneider und Bestandteile der Tracht: Gewandspangen aus Eisen und Bronze, Gürtelverschlüsse und Bruchstücke von gläsernen Armringen. Neben den Gebrauchsgegenständen, auch solchen des gehobenen Bedarfs, wurde eine Gold- und eine Silbermünze gefunden.

## Viereckschanze Bruchhöhe
Etwa dreihundert Meter nördlich der Schanze im Kupferschmied liegt die Schanze im
Gewann Bruchhöhe in der Nordheimer Flur. Trotz der geringen Entfernung hatten die beiden Anlagen keine direkte Sichtverbindung, da sie durch einen von Ost nach West verlaufenden Höhenrücken getrennt werden. Der Verlauf der Gräben zeigt eine leicht trapezförmige Anlage mit Seitenlängen zwischen 84 und 114 Metern auf einer kleinen Kuppe im abfallenden Gelände. An ein Teilstück des nördlichen Grabens schließt sich eine weitere Viereckschanze an (50 × 60 m). Ihre Gräben waren schmaler und nur etwa 1,5 Meter tief. In Längsrichtung der Gräben der beiden Schanzen lagen verkohlte, bis zu 5 Meter lange Bretter, die man als Überreste einer brennend in den Graben gestürzten hölzernen Palisade deutet. Torgebäude konnten in der Doppelschanze nicht nachgewiesen werden, und auch eine Passage zwischen den beiden Anlagen war nicht erkennbar. Wegen der starken Bodenerosion auf großen Flächen des Nordhanges sind Spuren der Innenbebauung nur rudimentär erhalten: zwei Gebäudegrundrisse, zwei Brunnenschächte und eine große, kreisrunde Grube in der größeren und zwei kleine Hausgrundrisse in der Annexschanze.
In der Nordwestecke der größeren Schanze stand das langgestreckte Hauptgebäude (33 × 10 m). Innerhalb des Grundrisses fand man die Pfostengruben eines älteren Hauses (8 × 8 m) und damit den Beweis, dass die Anlage über einen längeren Zeitraum existierte.
Auf dem Boden der runden Grube in der Nordostecke dieser Schanze lagen acht bandförmige Schildbuckelbeschläge und eine Schildfessel aus Eisen auf einem kleinen Haufen, Teile der Bewaffnung keltischer Krieger mit Hieb- und Stichspuren – ein in süddeutschen Viereckschanzen bisher einmaliger Fund.
Ein Brunnenschacht im südlichen Teil der größeren Schanze endete nach 16 Metern, ohne den Grundwasserspiegel erreicht zu haben, und wurde aus nicht ersichtlichen Gründen offenbar sofort wieder mit dem Aushub verfüllt. In den beiden oberen Metern der Verfüllung enthielt er Keramik und andere Siedlungsabfälle, im unteren Teil gab es keine Funde. Der zweite Brunnenschacht im nordöstlichen Teil der Schanze war 23 Meter tief und erreichte nach 17 Metern den Grundwasserspiegel. Neben Keramik, darunter Scherben von Amphoren, und anderem Fundgut (Hüttenlehm, Tierknochen, Holzkohle, eine Fibel und eine Herdschaufel) in der Verfüllung fand man auf der Sohle unterhalb von reichlich Brandschutt Bruchstücke eines Mahlsteins, eine vollständige, scheibengedrehte Flasche, einen fast vollständig erhaltenen Rinderschädel und die Skelette von zwei Kleinkindern. Der 1,3 Meter breite Brunnenschacht war mit Eichenbrettern verschalt. Die dendrochronologische Untersuchung des Holzes ergab das Fälldatum 160 ±10 v. Chr. Die Untersuchung eines verkohlten Eichenholzstücks aus der Schanze im Kupferschmied hatte ein Fälldatum um 193 v. Chr. ergeben. Für die Anlage in der Bruchhöhe ist eine Erneuerung des Hauptgebäudes bezeugt, und vielleicht deuten auch die beiden Brunnen und die Errichtung der Annexschanze auf eine Mehrphasigkeit.

## Zwei keltische Gutshöfe
Die bis vor einigen Jahren gängige Deutung einer keltischen Viereckschanze als Kultstätte wird durch die Ausgrabungen der beiden Viereckschanzen von Nordheim korrigiert. Der ungewöhnlich große, für eine landwirtschaftliche Siedlung typische Fundbestand in Nordheim, die Grubenhäuser, die Vorratsgruben und die Wirtschaftsgebäude sprechen für eine Rückkehr zur Interpretation der Viereckschanze als Gutshof. Die Anlage im Kupferschmied zeigt deutliche Parallelen zu einer römischen villa rustica und produzierte über den Eigenbedarf hinaus offenbar auch Pökelfleisch für den Markt, vermutlich für die keltischen oppida.
Im 2. Jahrhundert v. Chr. errichtet, existierten die beiden Gutshöfe, getrennt durch den Höhenrücken, für eine längere Zeit nebeneinander. Beide wurden vermutlich gleichzeitig, wie zahlreiche andere Schanzen in Süddeutschland, durch eine Brandkatastrophe um 50 v. Chr. zerstört. Die Ursache dieses offenbar überregionalen Ereignisses ist bisher nicht bekannt.